# Vatra (okręg Teleorman)
Vatra – wieś w Rumunii, w okręgu Teleorman, w gminie Troianul. W 2011 roku liczyła 220 mieszkańców.